# 奧拉菲諾 (內布拉斯加州)
弗里德姆（英語：Freedom）是位於美國內布拉斯加州弗蘭蒂爾縣的非建制地區。

## 歷史
奧拉菲諾的郵局於1880年設立，其後於1952年停運。

## 地理
弗里德姆所處的海拔為高於海平面768米（即2520英呎），而該地所採用的時區為UTC-6，即北美中部时区（CST）。同時該地設有夏令時間，為UTC-6調快一小時，即UTC-5（CDT）。